# Татуированная роза (фильм)
«Татуиро́ванная ро́за» (англ. The Rose Tattoo) — американская мелодрама режиссёра Дэниэла Манна, снятая по одноимённой пьесе драматурга Теннесси Уильямса. Премьера состоялась 12 декабря 1955 года. Фильм получил несколько престижных кинопремий.

## Сюжет
В штате Луизиана в итальянской общине живёт простая женщина Серафина Делла Роза. Её муж Росарио, которого она безумно любит, работает водителем грузовика и использует ночные поездки для перевозки незаконных грузов. В ходе полицейской операции перевозившего контрабанду Росарио убивают. От отчаяния и горя Серафина теряет их будущего ребёнка. Тело супруга кремируют, и она забирает урну с прахом домой.
Проходят годы. Дочери Серафины Розе уже 18 лет. Она влюбляется в моряка Джека Хантера и знакомит его со своей матерью. Серафина принимает возлюбленного дочери в штыки и обвиняет того в нечестных намерениях. Джек стойко выдерживает все обвинения в свой адрес. В то же время сама Серафина знакомится с водителем Альваро по прозвищу «деревенский дурачок», имеющим на груди татуировку с изображением розы — такая же была у её покойного мужа. Серафина узнаёт, что Альваро был влюблён в местную красавицу Эстель, за которой тайно ухаживал и Росарио. Узнав это, Серафина возвращается домой и в гневе разбивает урну.
Серафина встречается с Альваро. Они проводят ночь вместе. Наутро водитель признаётся ей в любви. К матери приходит Роза с женихом и просит благословения Серафины на брак. Счастливая женщина приглашает всех в свой дом.

## В ролях
- Анна Маньяни — Серафина Делла Роза
- Берт Ланкастер — Альваро
- Мариза Паван — Роза
- Бен Купер — Джек Хантер
- Вирджиния Грей — Эстель Хохенгартен
- Джо Ван Флит — Бесси
- Сандро Джильо — отец Де Лео
- Мими Агулья — Ассунта
- Флоренс Сандстром — Флора
- Альберт Аткинс — Марио
- Ларри Чэнс — Росарио Делла Роза
- Льюис Чарльз — таксист

## История создания
Пьеса «Татуированная роза» была написана Теннесси Уильямсом специально для очаровавшей его итальянской актрисы Анны Маньяни. Но Маньяни отказалась участвовать в театральной постановке на Бродвее, ссылаясь на то, что она плохо говорит по-английски. Однако ко времени экранизации пьесы актриса (с помощью репетиторов) уже освоила английский язык и даже сама озвучивала свою роль. После премьеры фильма кинокритики единодушно отмечали «волшебный итальянский акцент», который только украсил героиню Маньяни. Благодаря «Татуированной розе» Анна Маньяни стала первой иностранной актрисой, получившей премию Академии кинематографических искусств и наук. Для киноэкрана пьесу адаптировал Хэл Кантер. Художником по костюмам на кинокартине была Эдит Хэд — самая титулованная женщина за всю историю Голливуда (за всю карьеру — 8 «Оскаров»). Художником стал Хэл Перейра.

## Награды и номинации
| Премия                                   | Категория                                                | Номинанты                                         | Итог      |
| ---------------------------------------- | -------------------------------------------------------- | ------------------------------------------------- | --------- |
| «Оскар» (1956)                           | Лучшая актриса                                           | Анна Маньяни                                      | Победа    |
| «Оскар» (1956)                           | Лучшая работа оператора (ч/б фильмы)                     | Джеймс Вонг Хоу                                   | Победа    |
| «Оскар» (1956)                           | Лучшая работа художника (ч/б фильмы)                     | Хэл Перейра, Тамби Ларсен, Сэм Комер, Артур Крамс | Победа    |
| «Оскар» (1956)                           | Лучший фильм                                             | Хэл Б. Уоллис                                     | Номинация |
| «Оскар» (1956)                           | Лучшая актриса второго плана                             | Мариса Паван                                      | Номинация |
| «Оскар» (1956)                           | Лучший дизайн костюмов (ч/б фильмы)                      | Эдит Хэд                                          | Номинация |
| «Оскар» (1956)                           | Лучший монтаж                                            | Уоррен Лоу                                        | Номинация |
| «Оскар» (1956)                           | Лучший саундтрек к драматическому или комедийному фильму | Алекс Норт                                        | Номинация |
| «Золотой глобус» (1956)                  | Лучшая актриса в драматическом фильме                    | Анна Маньяни                                      | Победа    |
| «Золотой глобус» (1956)                  | Лучшая актриса второго плана                             | Мариза Паван                                      | Победа    |
| Премия Гильдии режиссёров Америки (1956) | Лучшая режиссура кинофильма                              | Дэниэл Манн                                       | Номинация |
| BAFTA (1957)                             | Лучшая иностранная актриса                               | Анна Маньяни                                      | Победа    |
| BAFTA (1957)                             | Лучшая иностранная актриса                               | Мариза Паван                                      | Номинация |